# 害羞诊所
害羞诊所（The Shyness Clinic）是美国心理学家菲利普·津巴多于1970年代末在加州斯坦福大学创立的一个先驱性的心理诊所，旨在研究害羞者的认知特点，并提供治疗方案。该诊所属于“社会适应模型”，鼓励人们进行社交练习，后来迁往帕罗奥图 (加利福尼亚州)。